# IC 3530
IC 3530 је спирална галаксија у сазвјежђу Береникина коса која се налази на листи објеката дубоког неба у Индекс каталогу.
Деклинација објекта је + 17° 48' 49" а ректасцензија 12h 34m 49,4s. Привидна величина (магнитуда) објекта IC 3530 износи 14,0 а фотографска магнитуда 14,9. IC 3530 је још познат и под ознакама MCG 3-32-73, CGCG 99-94, KUG 1232+180, PGC 41853.